# Blanchiment (chimie)
Pour les articles homonymes, voir Blanchiment.
Le blanchiment est un procédé visant à détruire des molécules conférant à certaines matières des colorations indésirables.
Les agents de blanchiment peuvent agir par oxydation ou par réduction.
Par métonymie on appelle « agents de blanchiment optique » les produits d'azurage, notamment les agents de blanchiment optique fluorescents. Ces colorants ne modifient pas la structure chimique.

## Utilisations
Les agents de blanchiment sont utilisés comme produits d'entretien ménagers pour blanchir le linge et enlever les taches et comme désinfectants, principalement dans la salle de bain et la cuisine. Beaucoup d'agents de blanchiment ont de fortes propriétés bactéricides et sont donc utilisés pour la désinfection et la stérilisation des piscines pour contrôler les bactéries, virus et algues et des institutions où des conditions stériles sont nécessaires. Ils sont également utilisés dans de nombreux procédés industriels, notamment dans le blanchiment de la pâte à papier. Les agents de blanchiment sont aussi utilisés pour enlever la moisissure, désherber et augmenter la longévité de fleurs coupées.

## Mécanisme de blanchiment
Les couleurs dans la plupart des colorants et pigments sont produites par des molécules qui contiennent des chromophores. Les agents de blanchiment suivent l'un des deux modes suivantes :
- Un agent de blanchiment oxydant fonctionne en brisant les liaisons doubles des chromophores. Cette opération modifie la molécule en une autre substance qui soit ne contient plus de chromophore, ou contient un chromophore qui n'absorbe pas la lumière visible.
- Un agent de blanchiment réducteur fonctionne en convertissant les doubles liaisons des chromophores en liaisons simples. Ceci élimine la capacité du chromophore à absorber la lumière visible[3].

## Exemples d'agents de blanchiment

### Agents de blanchiment oxydants
Ces agents détruisent les couleurs et désinfectent en tuant les micro-organismes.

#### Agents de blanchiment à base de chlore
Les agents de blanchiment à base de chlore sont présents dans de nombreux produits d'entretien ménager. La concentration d'agents de blanchiment à base de chlore est souvent exprimée en pourcentage de chlore actif. Ces agents de blanchiment peuvent réagir avec d'autres produits d'entretien ménagers courants comme le vinaigre et l'ammoniaque pour produire des gaz toxiques.

##### Dichlore
- Préparation : le dichlore Cl2 est produit par l'électrolyse du chlorure de sodium :

2 NaCl + 2 H2O → Cl2 + H2 + 2 NaOH
- Utilisation : il est utilisé comme désinfectant dans le traitement de l'eau, notamment pour rendre l'eau potable et dans les piscines publiques. Le dichlore a été largement utilisé pour le blanchiment de la pâte à papier, mais cet usage a considérablement diminué en raison des préoccupations environnementales.

##### Dioxyde de chlore
- Préparation : le dioxyde de chlore ClO2 peut être préparé par oxydation de chlorite de sodium avec du dichlore :

2 2 NaClO2 + Cl2 → 2 ClO2 + 2 NaCl.
Le plus souvent, il est préparé par réduction du chlorate de sodium avec un agent de réduction approprié comme le méthanol, l'acide chlorhydrique, ou de dioxyde de soufre :
2 NaClO3 + 2 HX + "R" → 2 NaX + 2 ClO2 + "RO" + H2O
où "R" représente l'agent réducteur et "RO" est la forme oxydée.
- Utilisation: c'est un gaz explosif et doit être utilisée là où il est fabriqué ou bien il doit être transporté et stocké sous forme de solutions aqueuses diluées. Malgré ces limites, il trouve des applications pour le blanchiment de la pâte à papier, des matières grasses et des huiles, de la cellulose, de la farine, du textile, de la cire d'abeille et de la peau.

##### Hypochlorite de sodium

Eau de Javel, solution d'hypochlorite de sodium à 2,6 %.

- Préparation : l'hypochlorite de sodium NaClO est produit par passage du dichlore à travers une solution diluée d'hydroxyde de sodium[6] :

Cl2 (g) + 2 NaOH (aq) → NaCl (aq) + NaClO (aq) + H2O (l)
ou par électrolyse d'une saumure (chlorure de sodium dans l'eau),:
2 Cl− → Cl2 + 2 −e
Cl2 + H2O ↔ HClO + Cl− + H+
- Utilisation : c'est l'agent de blanchiment le plus couramment rencontré, habituellement sous forme de solution diluée (3-6 %) dans l'eau. Cette solution, communément appelé Eau de Javel, a également été l'un des premiers agents de blanchiment fabriqués en série. La solution diluée d'hypochlorite de sodium est utilisée dans de nombreux foyers pour blanchir le linge, désinfecter les surfaces dans les cuisines et salles de bains, traiter l'eau potable et protéger les piscines des agents infectieux.

##### Hypochlorite de calcium
- Préparation : l'hypochlorite de calcium Ca(ClO)2 est préparé en faisant réagir du dichlore avec de l'hydroxyde de calcium :

2Cl2 + 2Ca(OH)2 → Ca(ClO)2 + CaCl2 + 2H2O
- Utilisation : il est utilisé pour les mêmes applications que l'hypochlorite de sodium, mais il a l'avantage d'être plus stable et de contenir plus de chlore disponible.

#### Agents de blanchiment à base de peroxyde
Après les agents de blanchiment à base de chlore, les agents de blanchiment à base de peroxyde sont les plus couramment rencontrés. Les peroxydes sont des composés qui contiennent une simple liaison oxygène-oxygène, O-O. Il s'agit d'un lien assez faible, donc les réactions de peroxydes impliquent souvent la rupture de ce lien, donnant des espèces d'oxygène très réactives.

##### Le peroxyde d'hydrogène
- Préparation : le peroxyde d'hydrogène H2O2 est produit en très grandes quantités par plusieurs processus différents.
- Utilisation : il est utilisé pour blanchir la pâte à papier et les cheveux.

##### Percarbonate de sodium
- Préparation : le percarbonate de sodium 2Na2CO3.3H2O2 est produit industriellement par réaction entre le carbonate de sodium et le peroxyde d'hydrogène, suivie d'une cristallisation.

2Na2CO3 + 3H2O2→2Na2CO3.3H2O2
- Utilisation : dissous dans l'eau, il donne un mélange de peroxyde d'hydrogène et du carbonate de sodium. Il est généralement considéré comme un agent de nettoyage respectueux de l'environnement.

##### Perborate de sodium
- Préparation : le perborate de sodium NaBO2(OH)2.3H2O est préparé en faisant réagir le borax avec de l'hydroxyde de sodium pour donner le métaborate de sodium (NaBO2) qui est ensuite mis à réagir avec du peroxyde d'hydrogène pour donner le perborate de sodium hydraté[8] :

Na2B4O7 + 2 NaOH → 4 NaBO2 + H2O
2 NaBO2 + 2 H2O2 + 6 H2O → [NaBO2(OH)2.3H2O]2
- Utilisation : il est utile parce qu'il est une source stable d'anions peroxyde.

#### Autres agents de blanchiment oxydants
- L'acide peracétique et l'ozone : utilisés dans la fabrication de produits en papier, en particulier le papier journal et le papier kraft blanc[9].
- Les peroxydes organiques comme le peroxyde de benzoyle et d'autres agents comme les bromates : utilisés dans l'industrie alimentaire comme agents de blanchiment de la farine.

### Agents de blanchiment réducteurs

#### Dithionite de sodium
- Préparation : le dithionite de sodium Na2S2O4 peut être obtenu en faisant réagir le bisulfite de sodium avec du zinc :

2 NaHSO3 + Zn → Na2S2O4 + Zn(OH)2
- Utilisation : il est l'un des agents de blanchiment réducteurs les plus importants. Il est utilisé dans certains procédés de teinture industrielle pour éliminer l'excès de colorant, les oxydes résiduels et les pigments involontaires et pour le blanchiment de la pâte à papier.

#### Autres agents de blanchiment réducteurs
- Dioxyde de soufre
- Sulfite de sodium